# 대한민국 형사소송법 제34조
대한민국 형사소송법 제34조는 변호인의 피고인, 피의자와의 접견, 교통, 수진에 대한 형사소송법의 조문이다.

## 조문
제34조(피고인, 피의자와의 접견, 교통, 수진) 변호인 또는 변호인이 되려는 자는 신체구속을 당한 피고인 또는 피의자와 접견하고 서류 또는 물건을 수수할 수 있으며 의사로 하여금 진료하게 할 수 있다.

第34條(被告人, 被疑者와의 接見, 交通, 受診) 辯護人 또는 辯護人이 되려는 者는 身體拘束을 當한 被告人 또는 被疑者와 接見하고 書類 또는 物件을 授受할 수 있으며 醫師로 하여금 診療하게 할 수 있다.

## 해설
형사소송법 제34조의 취지는 피고인의 방어권, 변론권을 위하여 규정된 조항으로 굳이 변호인이 되려는 자를 포함시킨 것은 아직 선임절차를 밟지 못한 변호인들의 접견권을 보장하기 위한 것일 뿐이다.
본 조가 규정하고 있는 변호인접견교통권은 일정한 제한이 존재하는 피의자피고인접견교통권과 달리 제한규정이 없기에 양자간 구별이 필요하다.
전국의 구치소들이 ‘형의 집행 및 수용자의 처우에 관한 법률시행령’을 근거로 변호인접견을 근무시간(오전9시부터 오후6시) 이외에는 접견을 제한하고 있어 토요일과 일요일 등 휴무일에는 접견신청 자체가 불가능한 실정이다. 서울변회에 따르면 법무부의 '고정비리 근절 종합대칙 및 세부시행계획'에는 ▲변호인 도착 후 수용자 동행 ▲비선임 변호인 접견 2회 제한 ▲변호사 등 모든 정문 출입자들의 소지품 내용물 확인 등의 내용이 포함돼 변호사들의 변론권이 부당하게 침해받을 수 있다고 한다..

## 사례
- P는 체포영장을 받아 丙을 체포하였고 연락을 받은 변호인이 경찰서에 도착하여 접견신청을 하였는데 P는 丙이 중요한 진술을 하는 중이니 1시간 후 접견하게 해주겠다고 하여 접견하지 못하였다. 이 경우 변호인은 그의 인권과 방어권보장을 위해 체포된 피의자가 변호인의 조력을 받을 수 있는 권리가 있다는 점을 지적하고(헌법 제12조 제4항) 현행법상 제한할 수 있는 법률의 규정이 없음은 물론, 당장의 수사기관 처분에 의해서도 제한할 수도 없다고 지적할 수 있다. 또한 변호인접견교통권은 전술한 체포된 피의자가 변호인의 조력을 받을 권리에 상대되는 개념으로 변호인의 고유권이며, 역시 현행 형사소송법상 제한없이 인정되고 있는 권리임을 주장할 수 있다.(형사소송법 제34조)
- 구치소에서 호송되어 온 피고인들은 자신의 재판 순서가 되기 전에는 법정 옆에 있는 대기실에서 기다리게 되는데 일부 교도관들에 의하여 형사법정 대기실 내에서의 변호인과 구속된 피고인의 접견권이 제한되고 있다는 지적이 있다[5]
- 새누리당 김진태 국회의원은 최근 내란음모 혐의로 구속된 경우 변호인 접견과 교통권 등이 지나치게 남용되고 있다고 판단,  형사소송법 제34조 2항을 신설해 국가 안전에 중대한 위해를 초래할 염려가 있다고 인정할 만한 사유가 있는 경우에는 직권 또는 검사의 청구에 의하여 피의자와 변호인 또는 변호인이 되려는 자의 접견을 금하거나 수수할 서류, 그 밖의 물건의 검열, 수수의 금지 또는 압수를 할 수 있다는 개정안을 발의하였다[6]
- 변호인이 경찰서 유치장에 구금돼 있는 B씨와 접견 중 경찰서 소속 경찰관 1명이 들어와 접견을 강제 중지시키고 A변호사를 접견실 밖으로 나가도록 요구하자 A변호사가 OO경찰서 형사과장에게 “변호인 접견권은 경찰의 사전 허가사항이 아니며 변호사는 선임계 없이도 유치장에 구금된 피의자를 접견할 수 있다”고 항의했는데 형사과장은 “무인선임계로는 접견을 못한다”며 완강히 접견을 거부하여 A변호사는 접견을 완료하지 못했고 이후 OO경찰서장에게 면담을 요청해 부당한 처사에 대해 사과받고자 했으나 “이 문제는 경찰서 문제가 아닌 형사과장 개인의 문제”라며 “해당 형사과장에게 개인적 사과를 강요할 수 없다”는 답변만 돌아온 사례가 있다[7]

## 판례
변호인의 접견교통권은 피고인 또는 피의자 자신이 가지는 변호인과의 접견교통권과는 성질을 달리하는 것으로 헌법상 보장된 권리라 할 수 없고, 형사소송법 제34조에 의해 비로소 보장되는 권리이다. 2000모112 대법원
형이 확정되어 집행중에 있는 수형자에 대한 재심개시의 여부를 결정하는 재심청구절차에는 그대로 적용될 수 없다.96다48831 대법원
변호인을 자신의 범죄행위에 공범으로 가담시키려고 하였다는 등의 사정만으로 그 변호인의 신체구속을 당한 사람과의 접견교통을 금지하는 것이 정당화될 수는 없다. 2006모656 대법원

## 참고 문헌
- 손동권 신이철, 새로운 형사소송법(초판, 2013), 세창, 2013. ISBN 9788984114081

## 같이 보기
- 대한민국 형사소송법 제91조 비변호인과의 접견, 교통의 접견
- 대한민국 형사소송법 제89조 구속된 피고인과의 접견, 수진
- 무죄 추정의 원칙